# E3 Saxo Bank Classic
L'E3 Classic, appelé E3 Saxo Bank Classic depuis 2021 pour des raisons de parrainage avec la banque Saxo Bank et également appelé Grand Prix E3 par les médias francophones, est une course cycliste belge qui se déroule à la fin du mois de mars. Au cours de son existence, son nom a souvent changé et elle est également connue comme Harelbeke-Antwerp-Harelbeke, E3 Prijs Harelbeke, E3 Prijs Vlaanderen, E3 Prijs Vlaanderen-Harelbeke, E3 Harelbeke, Record Bank E3 Harelbeke et E3 BinckBank Classic. Son départ et son arrivée sont situés à Harelbeke dans la province de Flandre-Occidentale. Elle se dispute neuf jours avant le Tour des Flandres, dont elle emprunte une partie du parcours. Créée en 1958, c'est l'une des classiques flandriennes les plus récentes, mais elle est devenue une épreuve prestigieuse et réputée. Contrairement à la plupart de ses cousines "flandriennes", cette classique a, pour le moment, refusé d'intégrer le groupe Flanders Classics.
Inscrite au calendrier UCI World Tour depuis 2012, elle faisait auparavant partie de l'UCI Europe Tour en catégorie 1.HC. Le record de victoires y est détenu par le Belge Tom Boonen avec cinq succès, devant son compatriote Rik Van Looy, quadruple vainqueur dans les années 1960. Depuis 2015, une version pour les juniors (17/18 ans) est organisée.
L'E3 est considérée comme l'une des classiques ressemblant le plus au prestigieux Tour des Flandres. Elle est la seule à emprunter également l'enchaînement Vieux Quaremont-Paterberg, même si le parcours est tracé dans le sens inverse à celui du Ronde : le Paterberg étant ici franchi avant le Vieux Quaremont.

## Histoire

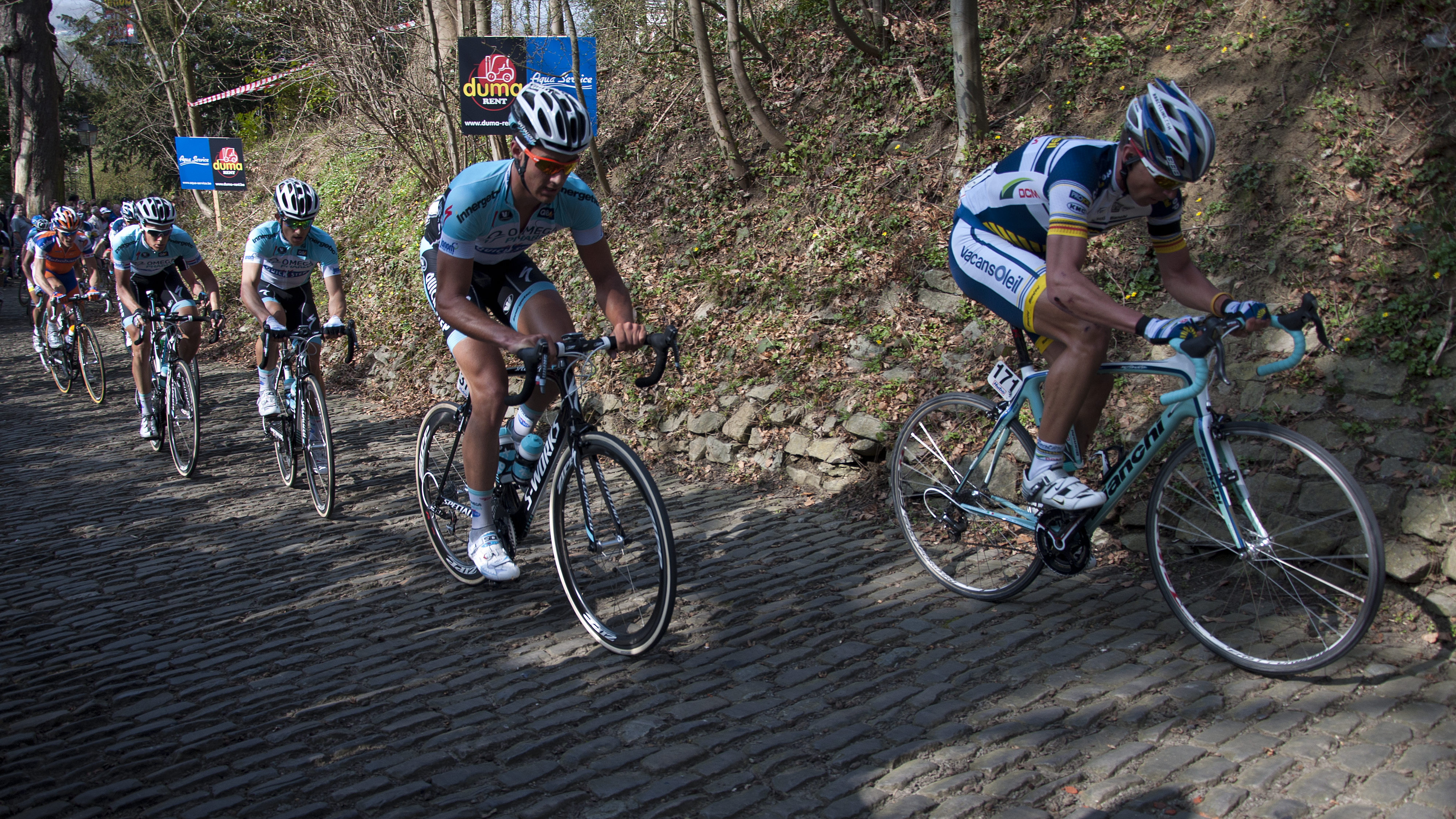
Stijn Devolder et Guillaume Van Keirsbulck dans le Mur de Grammont en 2012.

Le Grand Prix E3 est créé en 1958 par l'association Hand in Hand. Cette première édition a lieu au moment de la construction de l'autoroute E3 (constituée en Belgique de la E34 et E17). Le parcours est alors un aller-retour entre Harelbeke et Anvers. La course est nommée Harelbeke-Anvers-Harelbeke (officiellement Harelbeke-Antwerp-Harelbeke) jusque dans les années 1970. L'icône du cyclisme belge Rik Van Looy remporte la course quatre fois dans les années 1960. La course est rebaptisée E3-Prijs Harelbeke au début des années 1970, en référence à l'ancienne route européenne E3, une série de routes européennes reliant Lisbonne à Stockholm. La partie belge de l'E3 - aujourd'hui nommée E17 - relie Anvers et Courtrai, près de Harelbeke. Depuis la première édition et jusqu'en 2011, la course a lieu un samedi, le week-end avant le Tour des Flandres, formant un tandem avec la Flèche brabançonne disputée le dimanche. Depuis, elle a lieu le vendredi, deux jours avant Gand-Wevelgem.
Bien que la course soit beaucoup plus jeune que beaucoup d'autres classiques en Flandre, elle est rapidement devenue importante aux yeux des spécialistes des courses pavées. De nombreux vainqueurs ont également remporté le Tour des Flandres ou Paris-Roubaix dans leur carrière. Le spécialiste des classiques Jan Raas a remporté la course trois fois de suite au début des années 1980. Dans les années 1990, Johan Museeuw et Andrei Tchmil ont remporté leurs premières grandes courses d'un jour à Harelbeke, avant de remporter les classiques les plus prestigieuses du cyclisme.
De 1990 à 1995, le Grand Prix E3 est en deuxième catégorie dans le calendrier international,,,,,,.
À la suite de la réforme du calendrier cycliste international de l'Union cycliste internationale en 1996, le Grand Prix de l'E3 est en catégorie 1.1 de 1996 à 2004. En 2003, elle devient l'E3 Prijs Vlaanderen.

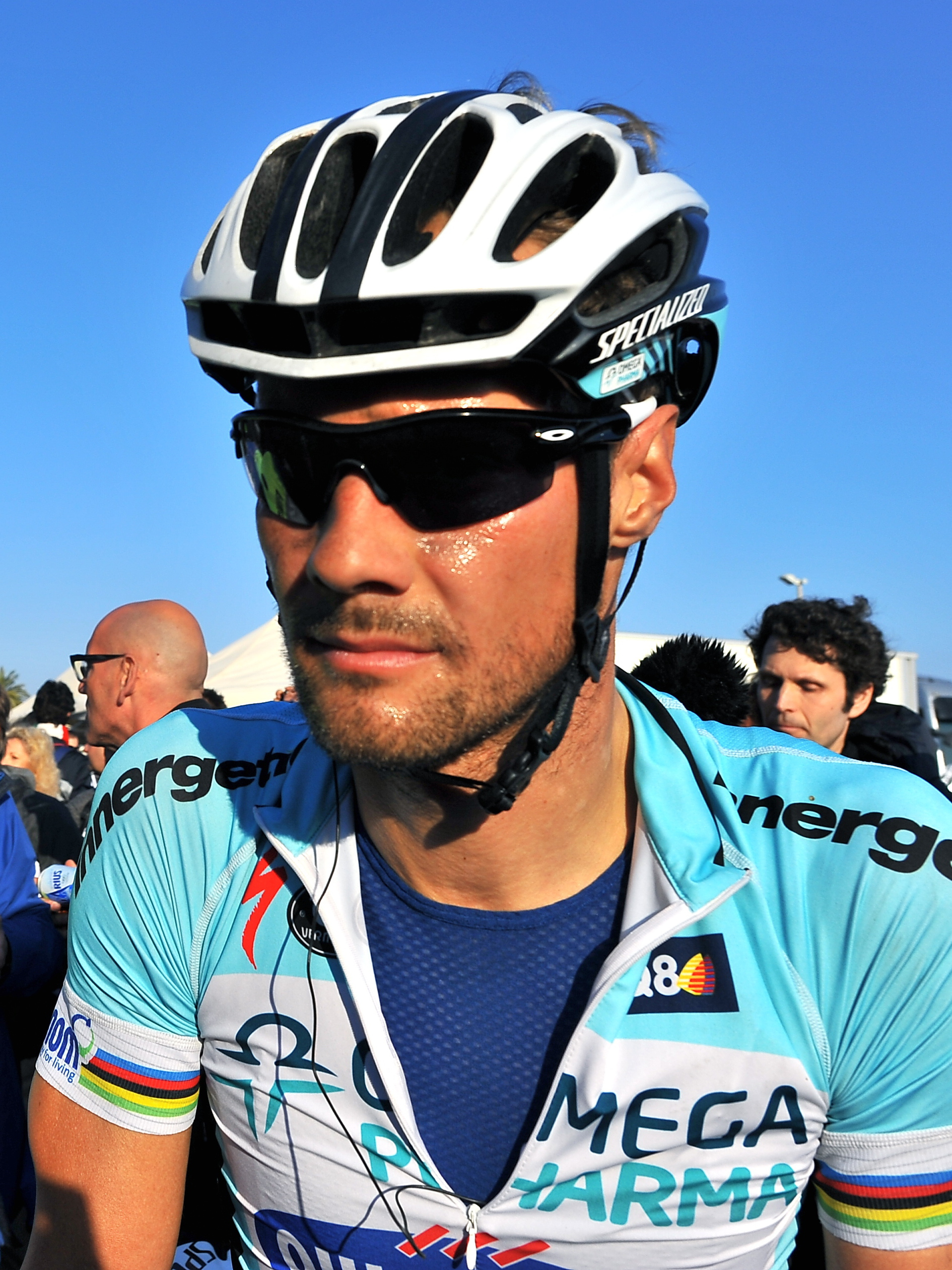
Tom Boonen remporte un record de cinq victoires sur la course

En 2005, le calendrier international connaît une nouvelle réforme avec la création de l'UCI ProTour et des circuits continentaux. De 2005 à 2011, le Grand Prix E3 fait partie de l'UCI Europe Tour en catégorie 1.HC, la plus haute pour les courses d'un jour des circuits continentaux. Le Belge Tom Boonen, lauréat quatre fois consécutivement, et le Suisse Fabian Cancellara sont les principaux protagonistes avec quelques victoires spectaculaires. L'événement gagne beaucoup de prestige sur le calendrier international. En 2011, l'épreuve est renommée E3 Prijs Vlaanderen-Harelbeke, puis E3 Harelbeke en 2012.
En septembre 2011, le Grand Prix se voit attribuer par l'Union cycliste internationale une licence UCI World Tour pour la période 2012-2015, le plus haut niveau pour une courses professionnelles. Le Grand Prix E3 accède ainsi au même statut que Gand-Wevelgem et le Tour des Flandres, réunies depuis peu avec d'autres classiques flamandes sous le label « Flanders Classics ». Les organisateurs du Grand Prix ont refusé d'intégrer celui-ci, détenu par le groupe de presse De Vijver de Wouter Vandenhaute : « On s'est senti attaqués car on nous obligeait à entrer dans un système qui ne nous convenait pas. Vandenhaute voulait changer la date de notre course. Ça nous a révoltés et c'est ce qui nous a poussés à frapper à la porte de l'UCI. » Wouter Vandenhaute ayant en outre affirmé son ambition de créer une ligue indépendante, l'UCI a pu promouvoir le Grand Prix E3 pour contrer ce projet.

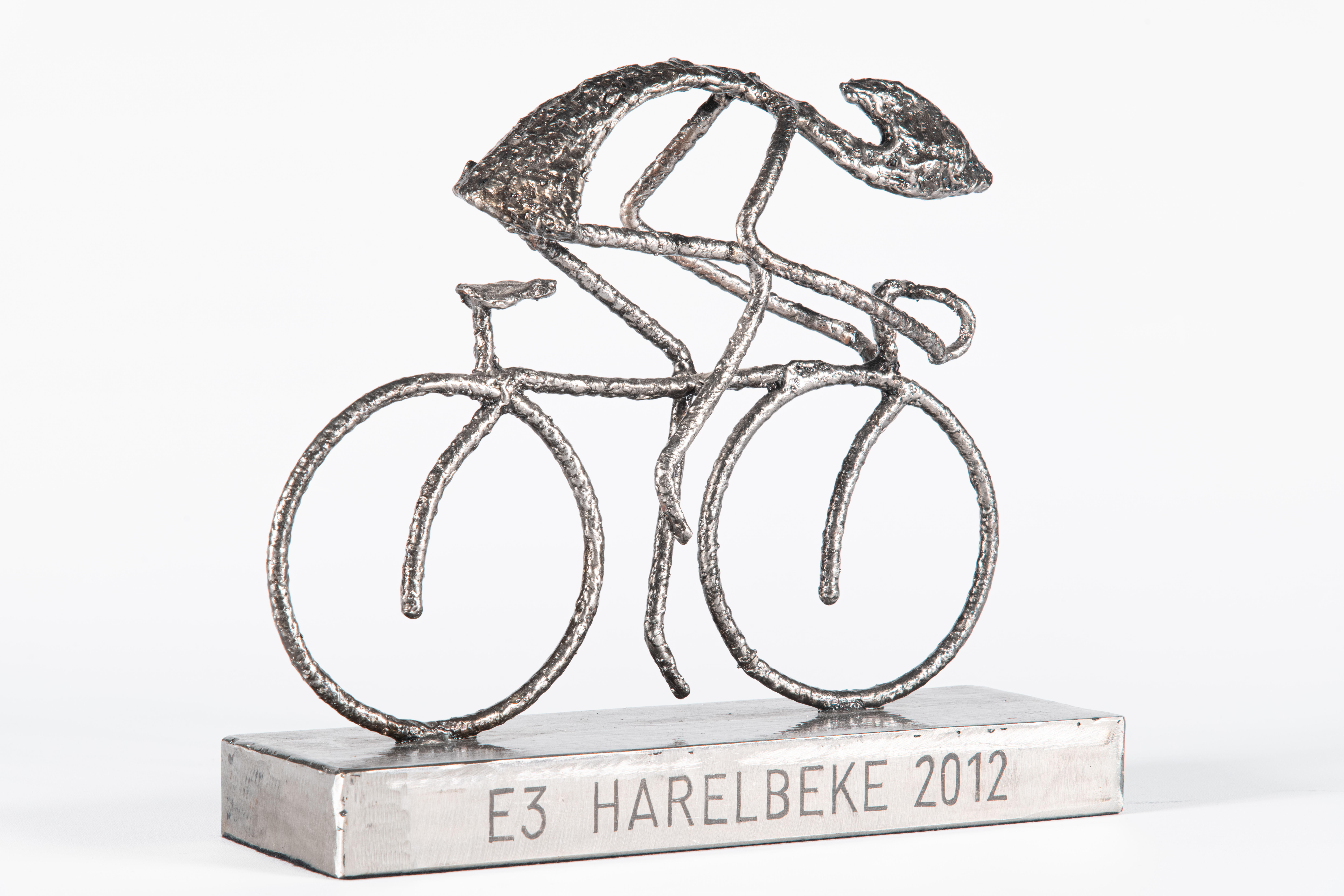
Le trophée gagné par Tom Boonen à Grand Prix E3 2012 (collection KOERS. Musée de la Course Cycliste)

Simultanément à l'acquisition de sa licence World Tour, le Grand Prix change de date. Il avait jusqu'alors lieu une semaine avant le Tour des Flandres. Gand-Wevelgem se déroulait jusqu'en 2009 le mercredi entre ces deux courses. Le déplacement de Gand-Wevelgem à la date du Grand Prix de l'E3 est alors considéré comme un danger pour ce dernier. Doté de son nouveau statut, le Grand Prix E3 a désormais lieu le vendredi, deux jours avant Gand-Wevelgem, pour répondre aux demandes de l'UCI, qui demandait un jour de repos entre deux épreuves du World Tour. Tom Boonen remporte cette édition 2012, établissant un nouveau record de cinq victoires. En 2013, Fabian Cancellara s'adjuge sa troisième victoire après une attaque de loin dans le Vieux Quaremont et un raid en solitaire de 35 kilomètres jusqu'à l'arrivée. Les victoires dans la deuxième partie des années 2010 de Peter Sagan, Michał Kwiatkowski et Greg Van Avermaet contribuent à sa réputation de grand classique.
En 2019, à l'image de l'Eneco Tour devenu le BinckBank Tour en 2017, la course prend le nom de son nouveau sponsor et devient l'E3 BinckBank Classic. L'édition 2020 est annulée à cause de la pandémie de Covid-19. La course est renommée E3 Saxo Bank Classic en 2021, à la suite du rachat de la compagnie d'assurance néerlandaise BinckBank par la Saxo Bank,.

## Parcours et difficultés

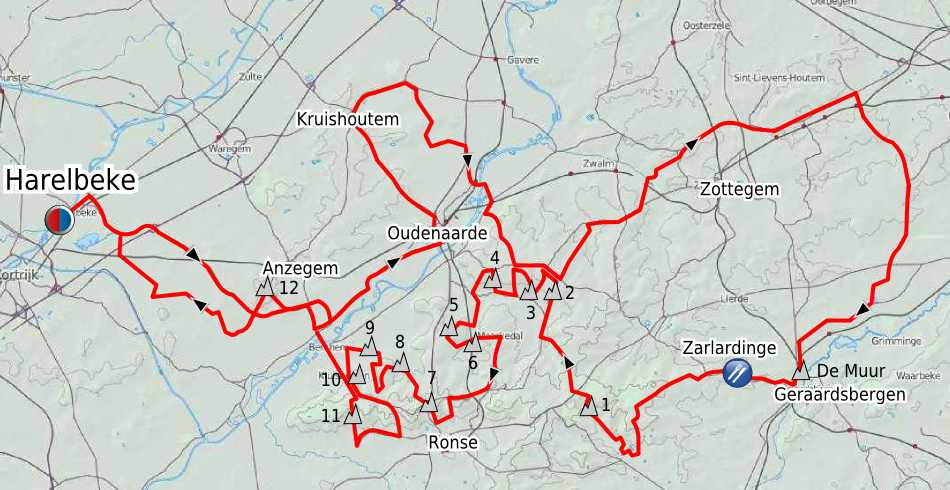
Parcours de 2012.

En raison de sa place sur le calendrier, la course s'est construite une réputation en tant que répétition finale pour le Tour des Flandres, classique dotée d'un important prestige. Le Tour des Flandres, l'une des cinq classiques « Monuments » a lieu neuf jours après le Grand Prix E3.
Sur une distance comprise entre 200 et 215 km, le parcours de l'E3 est plus court que celui du Tour des Flandres, mais aborde en grande partie les mêmes routes et monts dans les Ardennes flamandes. Harelbeke accueille le départ et l'arrivée de l'épreuve. Avec ses pavés, ses montées abruptes, ses routes sinueuses et étroites, souvent affectées par le vent, il offre toutes les circonstances de course qui caractérisent les classiques flandriennes. Les favoris pour le Tour des Flandres réussissent souvent à Harelbeke, où ils sont désireux de gagner la course et de l'utiliser comme terrain d'essai idéal. En raison des similitudes, les médias flamands ont surnommé la course « Le petit Tour des Flandres »,,.

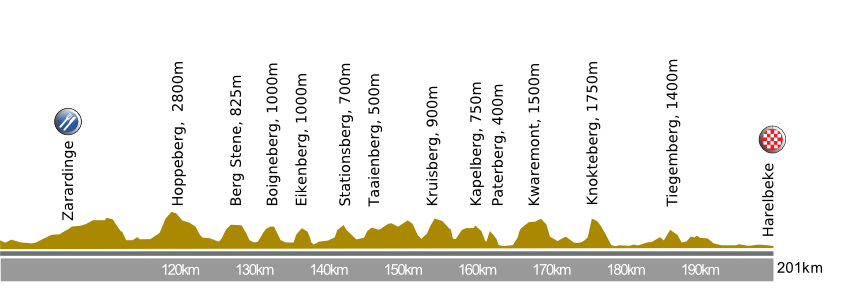
Profil de l'édition 2012.

Le Grand Prix E3 contient entre 12 et 17 ascensions de monts pavés, principalement dans les 90 derniers kilomètres. Comme souvent dans les classiques flamandes d'un jour, les connaissances du parcours s'avèrent cruciales. La course commence sur la Grote Markt de Harelbeke et se déplace vers l'est sur des routes principalement plates vers Oudenaarde et Zottegem. Les coureurs atteignent le point le plus oriental à Ninove après 85 km, avant de revenir vers l'ouest via Geraardsbergen, après quoi la course parcourt les monts et routes pavées des Ardennes flamandes au sud de la Flandre orientale.
Les dernières ascensions dans les Ardennes flamandes - Paterberg, Vieux Quaremont et Karnemelkbeekstraat - sont les secteurs les plus difficiles et c'est souvent ici où la course a tendance à se jouer, avant que la course ne rentre en Flandre occidentale pour un final essentiellement plat jusqu'à l'arrivée. Le Tiegemberg, la dernière ascension de la journée, est situé à 20 kilomètres de l'arrivée à Harelbeke.
En 2018, les monts sont respectivement le Wolvenberg, La Houppe, le Kruisberg, la Côte de Trieu, l'Hotondberg (nl), le Kortekeer (nl), le Taaienberg, le Boigneberg (nl), l'Eikenberg, le Stationsberg (nl), le Kapelberg (nl), le Paterberg, le Vieux Quaremont, le Karnemelkbeekstraat (la rue du Lait Battu) et le Tiegemberg.

## Palmarès

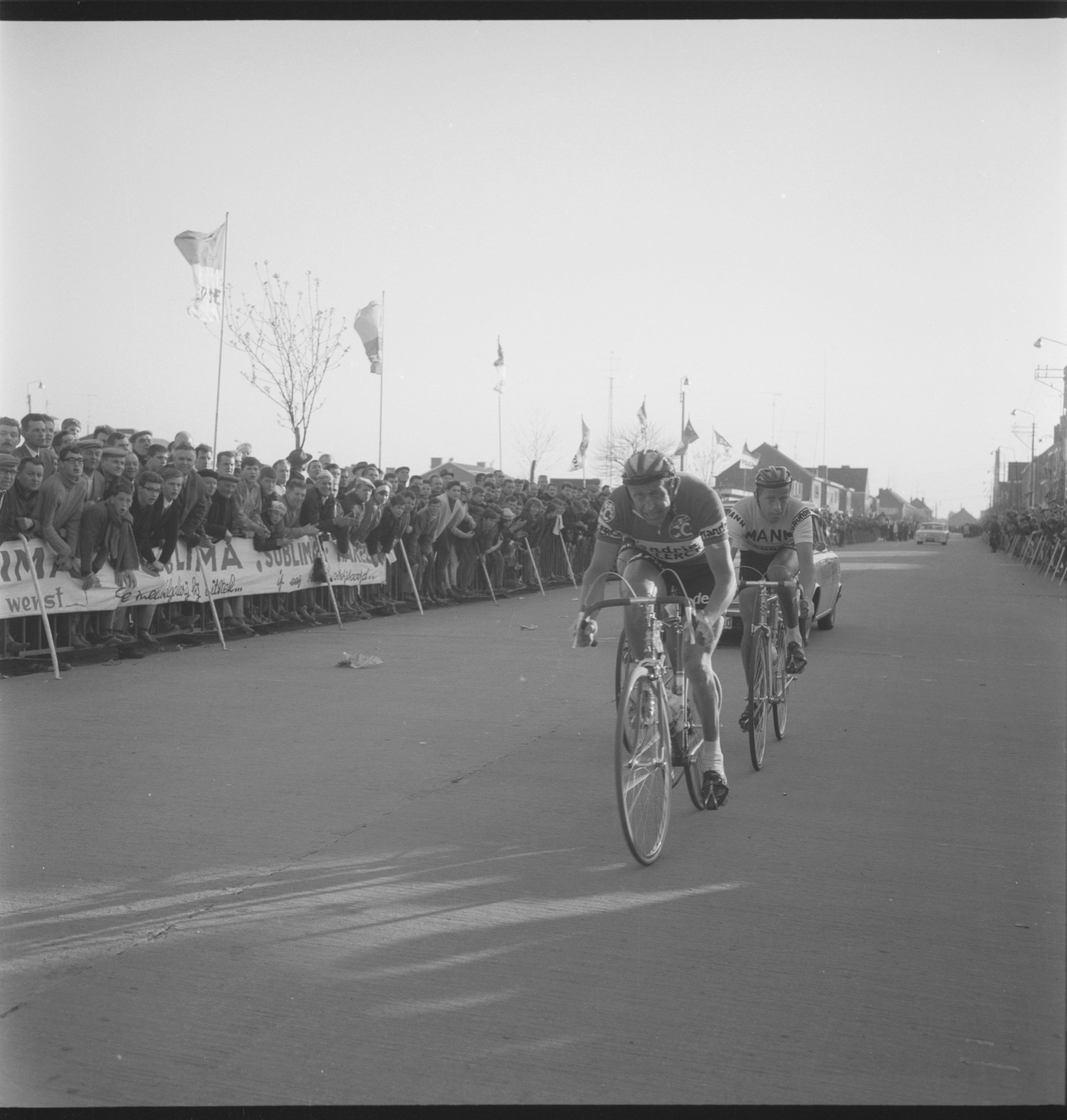
Arrivée d'Armand Desmet lors de l'édition 1967.

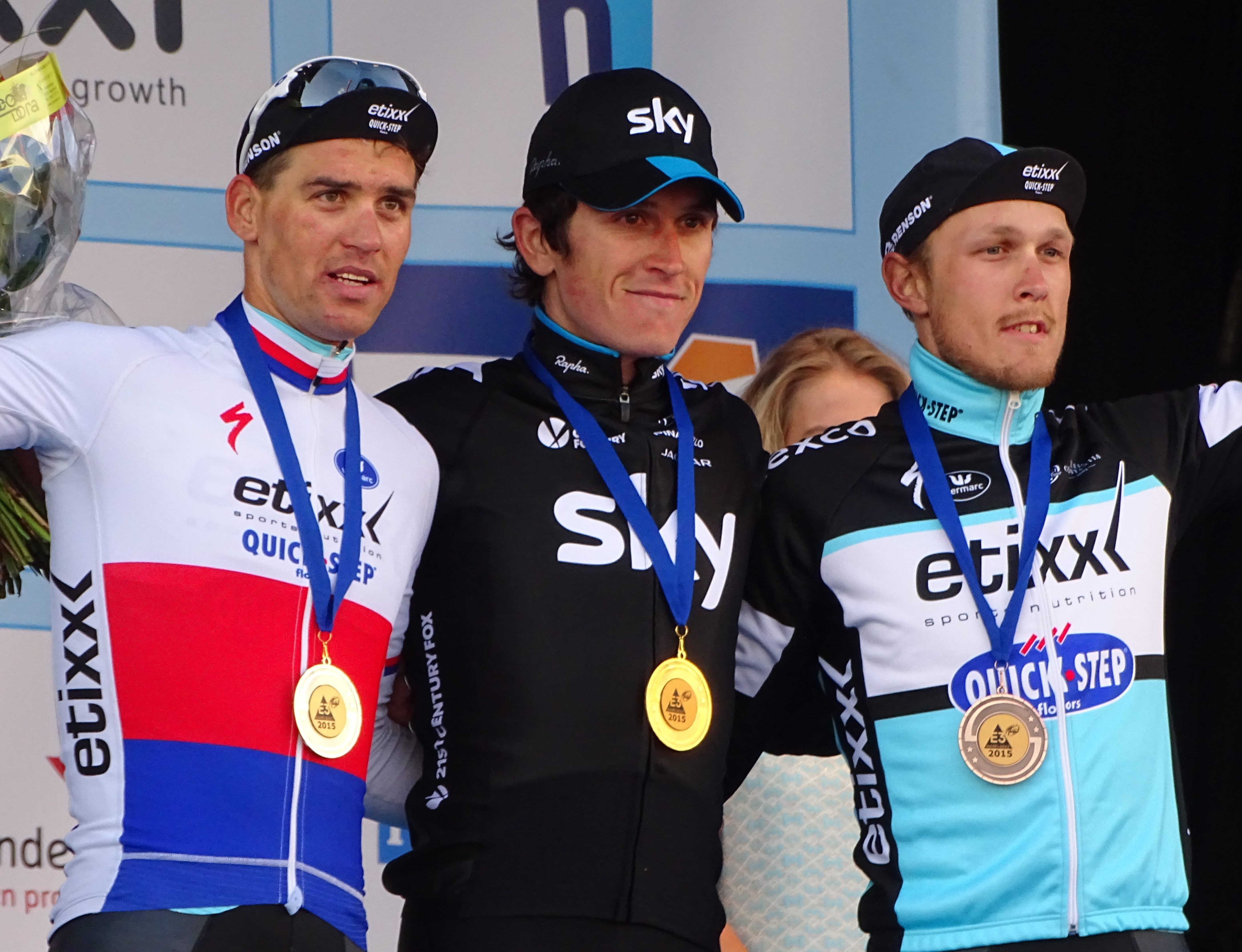
Podium de l'édition 2015 du Grand Prix E3 : Zdeněk Štybar (2e), Geraint Thomas (1er) et Matteo Trentin (3e).

Tom Boonen détient le record de victoires : il s'est imposé cinq fois entre 2004 et 2012. Il devance Rik Van Looy, vainqueur de quatre éditions de 1964 à 1969.
Considérée comme une bonne préparation au Tour des Flandres, le Grand Prix E3 a vu dix de ses vainqueurs réaliser le doublé : Noël Foré en 1963, Walter Planckaert en 1976, Jan Raas en 1979, Johan Museeuw en 1998, Peter Van Petegem en 1999, Tom Boonen en 2005, 2006, 2012, Fabian Cancellara en 2010 et 2013, Niki Terpstra en 2018, Kasper Asgreen en 2021 et Mathieu van der Poel en 2024. En 2005, le podium des deux courses est identique : Tom Boonen s'impose devant Andreas Klier et Peter Van Petegem.
| Année                         | Vainqueur            | Deuxième               | Troisième            |                  |
| ----------------------------- | -------------------- | ---------------------- | -------------------- | ---------------- |
| Harelbeke-Anvers-Harelbeke    |                      |                        |                      |                  |
| 1958                          | Armand Desmet        | Lucien Demunster       | Albéric Schotte      |                  |
| 1959                          | Norbert Kerckhove    | Jan Zagers             | Norbert Van Tieghem  |                  |
| 1960                          | Daniel Doom          | Odiel Vanderlinden     | Piet Oellibrandt     |                  |
| 1961                          | Arthur Decabooter    | Frans Aerenhouts       | André Noyelle        |                  |
| 1962                          | André Messelis       | Leopold Schaeken       | Frans De Mulder      |                  |
| 1963                          | Noël Foré            | Peter Post             | Joseph Planckaert    |                  |
| 1964                          | Rik Van Looy         | Norbert Kerckhove      | Edgard Sorgeloos     |                  |
| 1965                          | Rik Van Looy         | Georges Van Coningsloo | René Thyssen         |                  |
| 1966                          | Rik Van Looy         | Willy Bocklant         | Joseph Spruyt        |                  |
| 1967                          | Willy Bocklant       | Jos Huysmans           | Armand Desmet        |                  |
| 1968                          | Jaak De Boever       | Jos Huysmans           | Herman Vanspringel   |                  |
| 1969                          | Rik Van Looy         | Georges Van Coningsloo | Willy Vekemans       |                  |
| E3-Prijs Harelbeke            |                      |                        |                      |                  |
| 1970                          | Daniel Van Ryckeghem | Roger De Vlaeminck     | Roger Rosiers        |                  |
| 1971                          | Roger De Vlaeminck   | Georges Pintens        | Eddy Merckx          |                  |
| 1972                          | Hubert Hutsebaut     | Eddy Merckx            | Walter Godefroot     |                  |
| 1973                          | Willy In 't Ven      | Albert Van Vlierberghe | Walter Planckaert    |                  |
| 1974                          | Herman Vanspringel   | Freddy Maertens        | Frans Verbeeck       |                  |
| 1975                          | Frans Verbeeck       | Freddy Maertens        | Cees Bal             |                  |
| 1976                          | Walter Planckaert    | Walter Godefroot       | Daniel Verplancke    |                  |
| 1977                          | Dietrich Thurau      | Patrick Sercu          | Eric De Vlaeminck    |                  |
| 1978                          | Freddy Maertens      | Jan Raas               | Ronald De Witte      |                  |
| 1979                          | Jan Raas             | Frank Hoste            | Michel Pollentier    |                  |
| 1980                          | Jan Raas             | Sean Kelly             | Rik Van Linden       |                  |
| 1981                          | Jan Raas             | Ludo Delcroix          | Alfons De Wolf       |                  |
| 1982                          | Jan Bogaert          | Roger De Vlaeminck     | Daniel Willems       |                  |
| 1983                          | William Tackaert     | Bert Oosterbosch       | Jan Jonkers          |                  |
| 1984                          | Bert Oosterbosch     | Eddy Planckaert        | Leo van Vliet        |                  |
| 1985                          | Phil Anderson        | Jozef Lieckens         | Eddy Planckaert      |                  |
| 1986                          | Eric Vanderaerden    | Frits Pirard           | Jos Lammertink       |                  |
| 1987                          | Eddy Planckaert      | Jelle Nijdam           | Marc Sergeant        |                  |
| 1988                          | Guido Bontempi       | Allan Peiper           | Eddy Planckaert      |                  |
| 1989                          | Eddy Planckaert      | Adrie van der Poel     | Marc Sergeant        |                  |
| 1990                          | Søren Lilholt        | Fabio Roscioli         | Adrie van der Poel   |                  |
| 1991                          | Olaf Ludwig          | Phil Anderson          | Uwe Raab             |                  |
| 1992                          | Johan Museeuw        | Wiebren Veenstra       | Eric Vanderaerden    |                  |
| 1993                          | Mario Cipollini      | Olaf Ludwig            | Jelle Nijdam         |                  |
| 1994                          | Andreï Tchmil        | Viatcheslav Ekimov     | Silvio Martinello    |                  |
| 1995                          | Bart Leysen          | Steffen Wesemann       | Martin Hvastija      |                  |
| 1996                          | Carlo Bomans         | Peter Van Petegem      | Wilfried Nelissen    |                  |
| 1997                          | Hendrik Van Dijck    | Paolo Fornaciari       | Brian Holm           |                  |
| 1998                          | Johan Museeuw        | Michele Bartoli        | Mirko Celestino      |                  |
| 1999                          | Peter Van Petegem    | Andreï Tchmil          | Frank Vandenbroucke  |                  |
| 2000                          | Sergueï Ivanov       | Geert Van Bondt        | Chris Peers          |                  |
| 2001                          | Andreï Tchmil        | Steffen Wesemann       | Martin Hvastija      |                  |
| 2002                          | Dario Pieri          | Jo Planckaert          | Johan Museeuw        |                  |
| E3 Prijs Vlaanderen           |                      |                        |                      |                  |
| 2003                          | Steven de Jongh      | Steffen Wesemann       | Stijn Devolder       |                  |
| 2004                          | Tom Boonen           | Jaan Kirsipuu          | Andris Naudužs       |                  |
| 2005                          | Tom Boonen           | Andreas Klier          | Peter Van Petegem    |                  |
| 2006                          | Tom Boonen           | Alessandro Ballan      | Aart Vierhouten      |                  |
| 2007                          | Tom Boonen           | Fabian Cancellara      | Marcus Burghardt     |                  |
| 2008                          | Kurt Asle Arvesen    | David Kopp             | Greg Van Avermaet    |                  |
| 2009                          | Filippo Pozzato      | Tom Boonen             | Maxim Iglinskiy      |                  |
| 2010                          | Fabian Cancellara    | Tom Boonen             | Juan Antonio Flecha  |                  |
| E3 Prijs Vlaanderen-Harelbeke |                      |                        |                      |                  |
| 2011                          | Fabian Cancellara    | Jürgen Roelandts       | Vladimir Gusev       |                  |
| E3 Harelbeke                  |                      |                        |                      |                  |
| 2012                          | Tom Boonen           | Óscar Freire           | Bernhard Eisel       |                  |
| 2013                          | Fabian Cancellara    | Peter Sagan            | Daniel Oss           |                  |
| 2014                          | Peter Sagan          | Niki Terpstra          | Geraint Thomas       |                  |
| 2015                          | Geraint Thomas       | Zdeněk Štybar          | Matteo Trentin       |                  |
| 2016                          | Michał Kwiatkowski   | Peter Sagan            | Ian Stannard         |                  |
| 2017                          | Greg Van Avermaet    | Philippe Gilbert       | Oliver Naesen        |                  |
| 2018                          | Niki Terpstra        | Philippe Gilbert       | Greg Van Avermaet    |                  |
| E3 BinckBank Classic          |                      |                        |                      |                  |
| 2019                          | Zdeněk Štybar        | Wout van Aert          | Greg Van Avermaet    |                  |
| 2020                          | annulé/abandonné     | annulé/abandonné       | annulé/abandonné     | annulé/abandonné |
| E3 Saxo Bank Classic          |                      |                        |                      |                  |
| 2021                          | Kasper Asgreen       | Florian Sénéchal       | Mathieu van der Poel |                  |
| 2022                          | Wout van Aert        | Christophe Laporte     | Stefan Küng          |                  |
| 2023                          | Wout van Aert        | Mathieu van der Poel   | Tadej Pogačar        |                  |
| 2024                          | Mathieu van der Poel | Jasper Stuyven         | Wout van Aert        |                  |
| 2025                          | Mathieu van der Poel | Mads Pedersen          | Filippo Ganna        |                  |

## Statistiques
| Victoires | Coureur              | Pays     | Années                         |
| --------- | -------------------- | -------- | ------------------------------ |
| 5         | Tom Boonen           | Belgique | 2004, 2005, 2006, 2007 et 2012 |
| 4         | Rik Van Looy         | Belgique | 1964, 1965, 1966 et 1969       |
| 3         | Jan Raas             | Pays-Bas | 1979, 1980 et 1981             |
| 3         | Fabian Cancellara    | Suisse   | 2010, 2011 et 2013             |
| 2         | Eddy Planckaert      | Belgique | 1987 et 1989                   |
| 2         | Johan Museeuw        | Belgique | 1992 et 1998                   |
| 2         | Andrei Tchmil        | Belgique | 1994 et 2001                   |
| 2         | Wout van Aert        | Belgique | 2022 et 2023                   |
| 2         | Mathieu van der Poel | Pays-Bas | 2024 et 2025                   |

| Victoires | Pays                                                                     |
| --------- | ------------------------------------------------------------------------ |
| 40        | Belgique                                                                 |
| 8         | Pays-Bas                                                                 |
| 4         | Italie                                                                   |
| 3         | Suisse                                                                   |
| 2         | Allemagne Danemark                                                       |
| 1         | Australie Moldavie Royaume-Uni Norvège Pologne Russie Slovaquie Tchéquie |